# ضياء الدين النخشبي
ضياء الدين النخشبي (ت. 750 هـ) هو طبيب و أديب وشاعر هندي.
هو السيد ضياء الدين محمد الهندي النخشبي البدايوني وقيل البديواني المشتهر بنخشبي. و نخشب تقع بين نهر جيحن ومدينتي سمرقند وطاشقند.
أقام في مدينة بودان في الهند، وكان من مريدي الشيخ نظام الدين أولياء. توفي في دهلي سنة 750 هـ، وقيل سنة 751 هـ.

## آثاره
من آثاره: «سلك السلوك» و «عشرة مبشرة» و «لذة النساء» (نسخة مخطوطة في المكتبة الوطنية لعلم الطب) و «گل ريز» و منظومة «طوطى نامه».